# Faro de Oropesa del Mar
El faro de Oropesa de Mar es un faro situado en la localidad de Oropesa del Mar, en la provincia de Castellón, Comunidad Valenciana, España. Está gestionado por la autoridad portuaria de Castellón de la Plana.

## Historia
Está situado en el cabo de Oropesa, que divide en dos porciones la costa de la provincia de Castellón, junto a la Torre del Rey. Se inauguró en 1857, utilizando como combustible aceite de oliva, parafina y después petróleo. Se electrificó en 1924, pero durante la Guerra Civil estuvo apagado, siendo saqueado.
En febrero de 2017 el presidente de la autoridad portuaria de Castellón, Francisco Toledo, y el alcalde de la localidad, Rafael Albert, anunciaron su intención de promover el faro como Bien de Interés Cultural, dándole además un uso turístico y social.